# St. Burkard (Oberailsfeld)

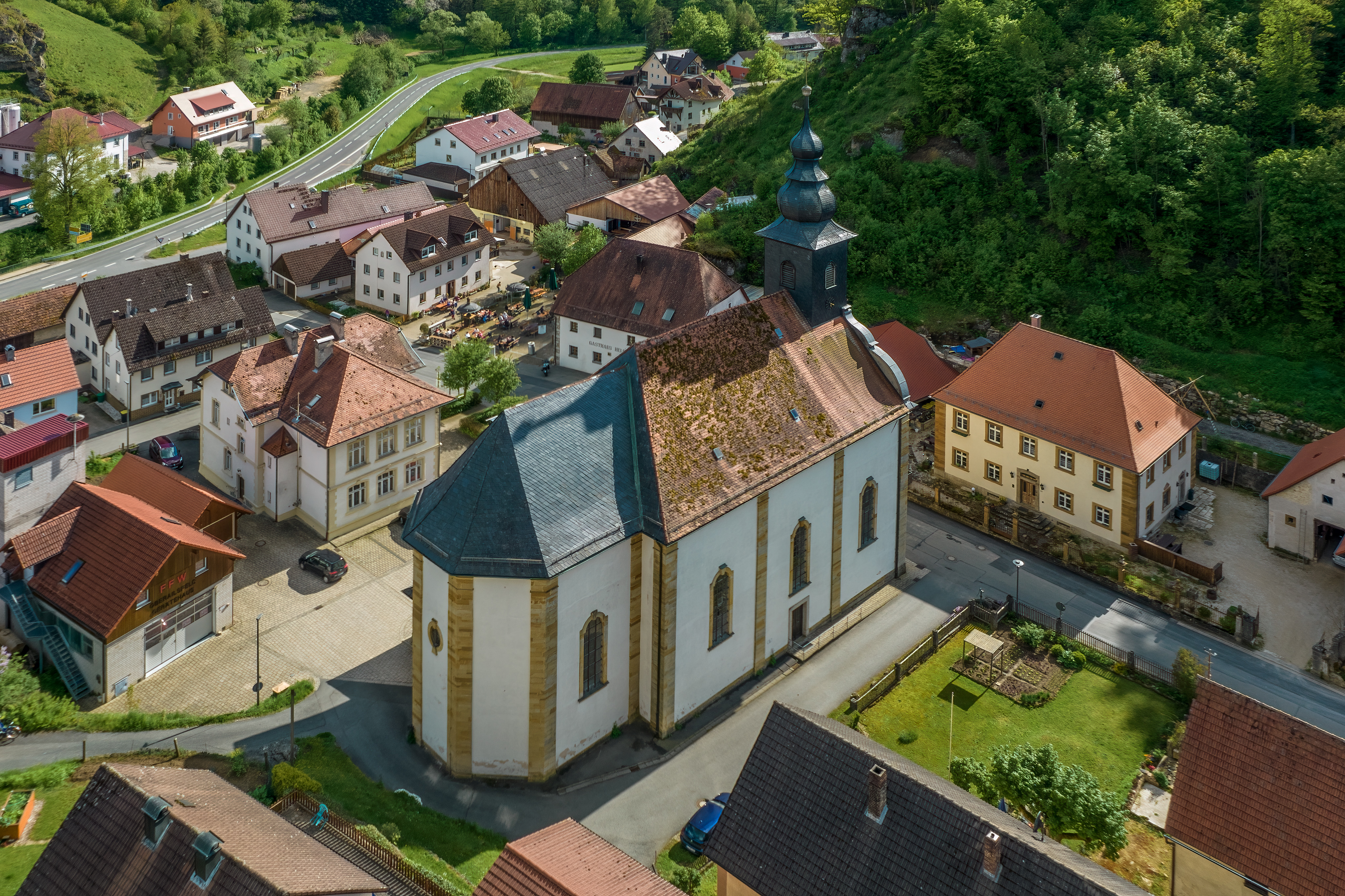
St. Burkard in Oberailsfeld

Die römisch-katholische, denkmalgeschützte Pfarrkirche St. Burkard steht in Oberailsfeld, einem Gemeindeteil von Ahorntal im Landkreis Bayreuth (Oberfranken, Bayern). Das Bauwerk ist unter der Denkmalnummer D-4-72-111-16 als Baudenkmal in der Bayerischen Denkmalliste eingetragen. Die Pfarrei gehört zum Seelsorgebereich Fränkische Schweiz Nord im Dekanat Bayreuth des Erzbistums Bamberg.

## Beschreibung

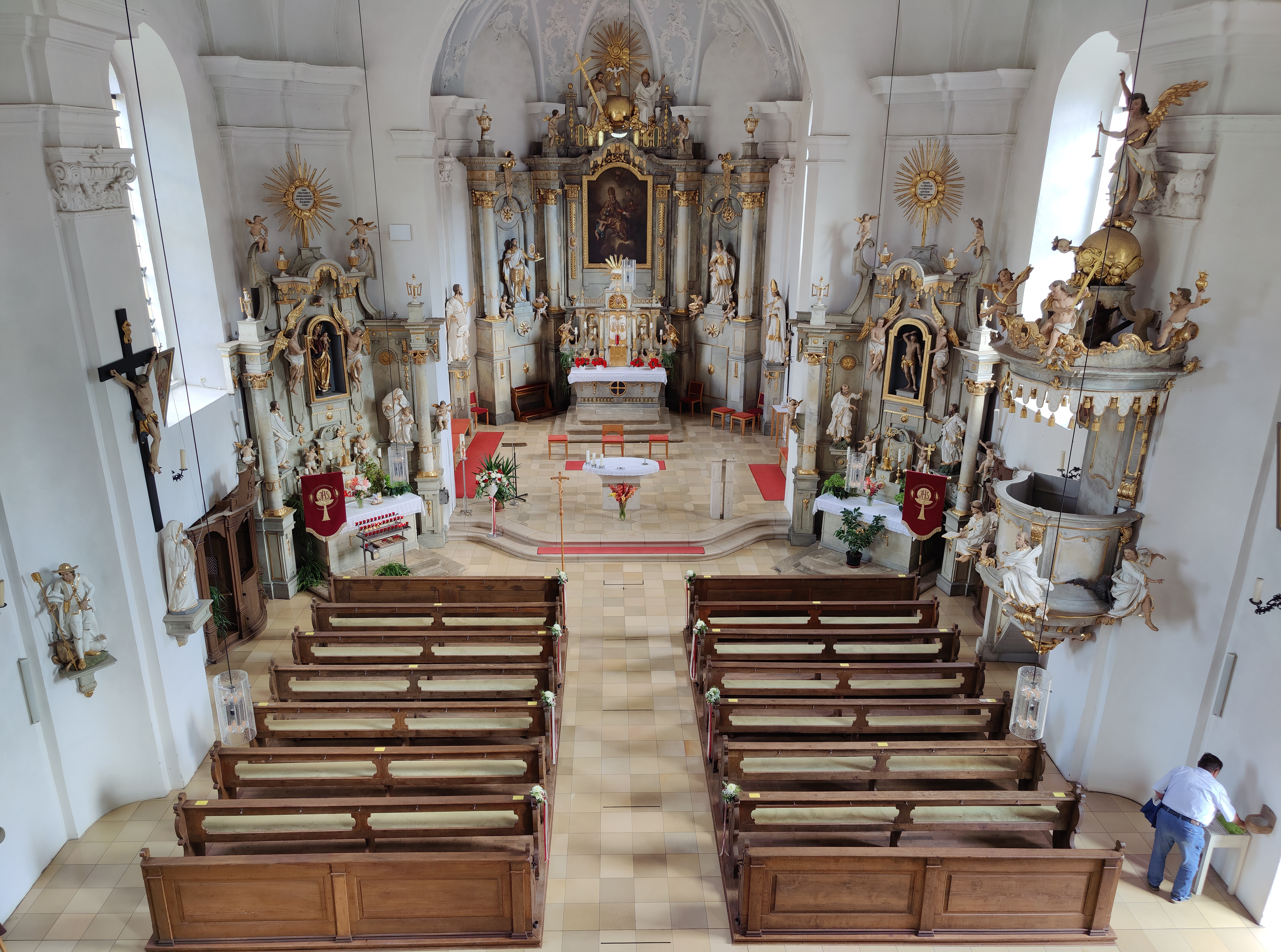
Innenraum (2021)

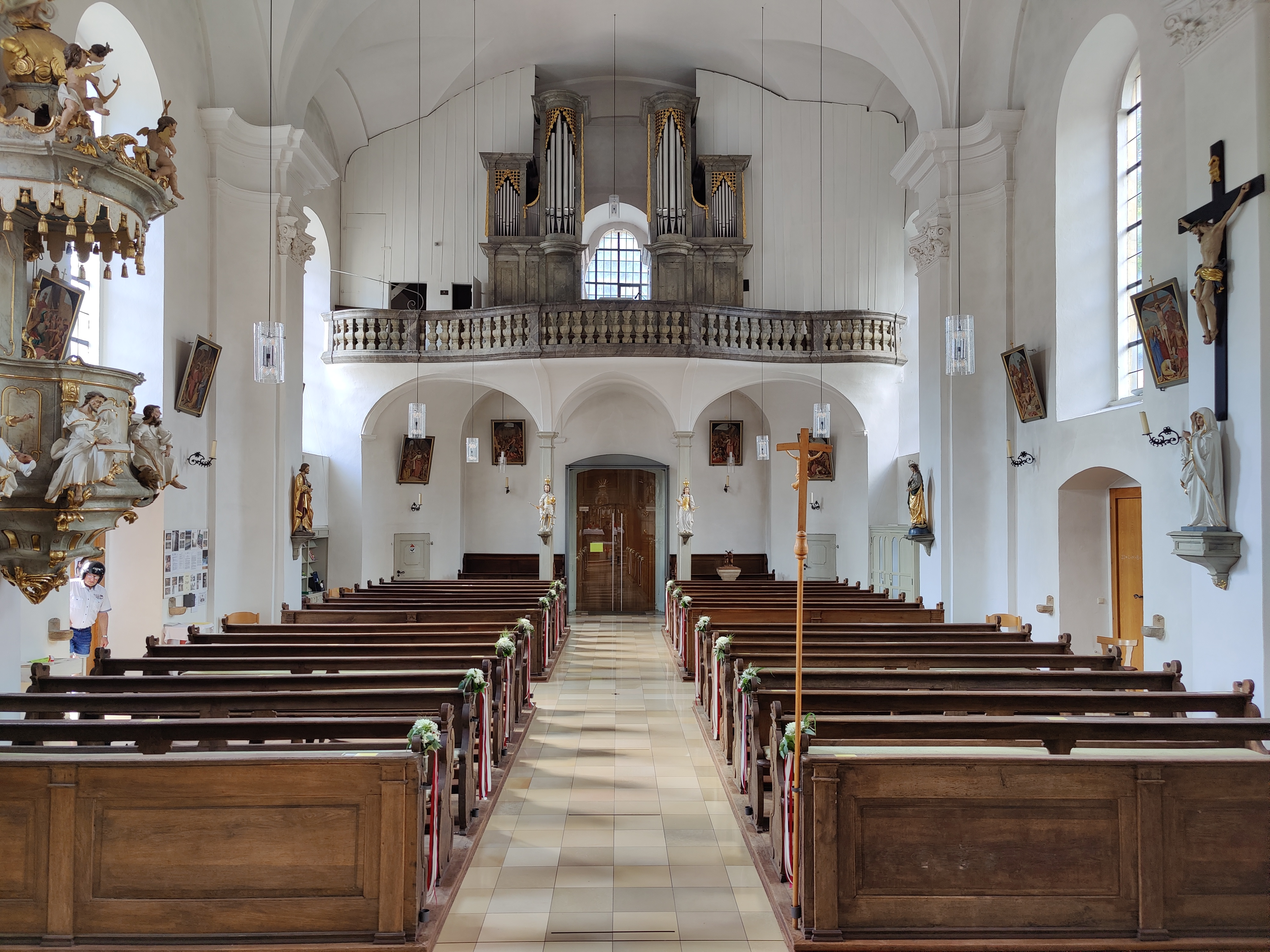
Blick zur Orgel

Die heutige, 1769/70 gebaute Saalkirche, etwas nördlich vom 1608/09 errichteten Vorgängerbau, wurde am 20. August 1780 durch Weihbischof Johann Adam Behr geweiht. Sie besteht aus einem Langhaus, das durch Lisenen in drei Fensterachsen gegliedert ist und einem eingezogenen, dreiseitig geschlossenen Chor im Ostene. Anstelle des im Kostenvoranschlag vorgesehenen Fassadenturms verlangte das Ordinariat ein freies Portal in der Fassade im Westen. Über dem Portal der mit einem Schweifgiebel bedeckten Fassade erhebt sich ein Dachturm, der die Turmuhr und den Glockenstuhl beherbergt. Darauf sitzt eine mehrfach gestufte Welsche Haube. 
Der Innenraum des Chors ist mit Stuck verziert. Das Altarretabel von 1799 zeigt Burkard. Flankiert wird es von zwei Statuen, Kaiser Heinrich und seine Gemahlin Kunigunde. Der linke Seitenaltar wird geprägt von einem spätgotischen Marienbildnis, das schon im Vorgängerbau vorhanden war. Auf dem rechten Seitenaltar ist der heilige Sebastian dargestellt. Daneben befindet sich die 1774/75 von Johann Bernhard Kamm gebaute Kanzel. Die 1834 von Engelhard Herrmann begonnene und 1837 von Johann Friedrich Heidenreich fertiggestellte Orgel mit 16 Registern auf zwei Manualen und Pedal wurde 2017–2019 aufwendig restauriert.